# Кистендей (река)
Кистендей — река в России, протекает по Аркадакскому району Саратовской области. Длина реки составляет 42 км. Площадь водосборного бассейна — 310 км².
Начинается у села Александровка, течёт в юго-западном направлении по оврагу с крутыми склонами мимо сел Кистендей, Беловка, Алексино, Красное Знамя. У Алексино пересекается железной дорогой. У села Молоденки поворачивает на юг.
Устье реки находится в 8,2 км по правому берегу реки Большой Аркадак напротив районного центра.
Основные притоки — Батучка (пр), Таволжанка (лв).

## Данные водного реестра
По данным государственного водного реестра России относится к Донскому бассейновому округу, водохозяйственный участок реки — Хопёр от истока до впадения реки Ворона, речной подбассейн реки — Хопер. Речной бассейн реки — Дон (российская часть бассейна).
Код объекта в государственном водном реестре — 05010200112107000005865.